# Adenocalymma neoflavidum
Adenocalymma neoflavidum là một loài thực vật có hoa trong họ Chùm ớt. Loài này được L.G.Lohmann mô tả khoa học đầu tiên năm 2010.